# Mingus at the Bohemia
Mingus At The Bohemia ist ein Jazz-Album von Charles Mingus. Es wurde am 23. Dezember 1955 live im New Yorker Club „Cafe Bohemia“ aufgenommen und vom Musiker-eigenen Label Debut Records veröffentlicht. Die weiteren Aufnahmen dieses Live-Konzerts wurden unter dem Titel The Charles Mingus Quintet + Max Roach veröffentlicht.

## Die Musik
Die Stücke aus dem Cafe Bohemia tragen weit mehr als die vorangegangenen Period-Aufnahmen (Jazzical Moods von 1954) den für Mingus so typischen Jazz Workshop-Charakter. Dass ein Konzert als Workshop-Auftritt gestaltet wird, heißt zunächst einmal, es wird nichts Fertiges abgeliefert, sondern live auf der Bühne experimentiert; dies kommt hier besonders bei dem Stück mit dem „Gaststar“ Max Roach zum Tragen (Percussion Discussion). Mingus at the Bohemia hält den Augenblick fest, in dem Charles Mingus musikalisch (nach den Third Stream-Experimenten des Jazz Composers Workshop) musikalisch jene Identität findet, mit der er von den meisten Jazzhören identifiziert wird.
Das erste Stück Jump Monk ist dem Pianisten Thelonious Monk gewidmet, ist aber nicht mit der Musik Monks in Verbindung zu bringen: Charles Mingus wollte vielmehr mit seinem Bass die tänzerischen Bewegungen des großen Individualisten zum Ausdruck bringen.
Bei Serenade in Blue setzt Mingus den gestrichenen Bass ein und erreicht so eine dunkle Klangfärbung.
Das erwähnte Percussion Discussion ist ein Duett von Mingus mit seinem Gaststar, dem Schlagzeuger Max Roach. Weber/Filtgen bewerteten das atemberaubende Schlagzeug-Bass-Duett als eine der aufregendsten Einspielungen der afroamerikanischen Musik. Es wurde in erweiterter Form (und in einem Arrangement für ein zehnköpfiges Orchester) auch Bestandteil der Epitaph-Suite von Mingus.
Work Song (nicht zu verwechseln mit der Nat-Adderley-Komposition) soll die Geschichte der Farbigen in den USA reflektieren. George Barrows Saxophon übernimmt die Rolle des Vorarbeiters, der die Leute drängt. Als Antwort vermischen sich Arbeitsgeräusche mit dem Peitschenknall des Antreibers. Hier werden schon Elemente des Soul-Jazz deutlich, wie sie zu Beginn der 1960er Jahre von Bobby Timmons und den Cannonball-Adderley-Quintet erfolgreich ausgestaltet wurden.
In Septemberly verwebt Mingus zwei Stücke ineinander (eine Methode, die er erneut mit Ellington-Motiven auf Pre-Bird 1960 anwenden sollte): Aus dem Barjazz-Stück September in the Rain schält sich ein romantisches Tenderly.
Den Abschluss der Platte bildet der Jazzstandard „All the Things You Are“ - hier als All The Things You C Sharp, verbunden mit Elementen von Sergei Rachmaninows Prelude in C# und Claude Debussys Claire de Lune.

## Titelliste
1. Jump Monk (6:44)
2. Serenade in Blue (5:57) (Gordon/Warren)
3. Percussion Discussion (8:25)
4. Work Song (6:16)
5. Septemberly (Arr. Mingus - September in the Rain / Tenderly) (6:55) (Warren/Dubin and Lawrence/Gross)
6. All the Things You C Sharp (All The Things You Are) (6:47) (Kern/Hammerstein)

Die Kompositionen stammen (wenn nicht anders vermerkt) von Charles Mingus.

## Editionsgeschichte
Diese Stücke erschienen auf der Debut-LP „Mingus At The Bohemia“ (DEB 123) und wurden nach dem Ende des Debut-Labels als Prestige-LP (P-24010) wiederveröffentlicht. Nach Übernahme des Prestige-Labels durch Fantasy kursierte sie auch unter dem Titel „Chazz“ als Fantasy- LP (86002), dann 1983 wieder unter dem Originaltitel (Fantasy DEB-123, LP). Inzwischen ist sie als CD (OJC 045) erhältlich. Dort sind auch die folgenden Alternate Takes veröffentlicht: 7. Jump Monk (11:38) 8. All The Things You C# (9:50).
Weitere Titel des „Bohemia“-Konzerts waren
1. A Foggy Day (5:35)
2. Drums (5:34)
3. Haitian Fight Song (5:24)
4. Lady Bird (5:54)
5. I’ll Remember April (13:10)
6. Love Chant (7:25)

und erschienen auf der nachfolgenden LP The Charles Mingus Quintet + Max Roach  (Debut, 1955)(Debut DEB-139), dann Prestige (P-24010), Fantasy (F-600), als CD (OJC 440). Die beiden Platten erschienen auch zusammen unter Prestige P 24010 („Charles Mingus“ with „Charles Mingus Quintet Plus Max Roach“, 2LP), aber auch als japanische Doppel-CD und unter Fantasy/Carrere CA68.529/31 mit dem Titel „Charles Mingus“ 1983 als 3LP-Set (zusammen mit „Right Now“).
Die restlichen Stücke der „Bohemia“-Session erschienen zunächst auf einem Prestige-Album mit dem Titel „Charles Mingus“ (HB 6042), später mit allen anderen Stücken in chronologischer Folge auf der 12-CD-Kompilation The Complete Debut Recordings 1951–1958 (Fantasy).